# Мёйман, Эрнст
Эрнст Фридрих Вильгельм Мёйман (нем. Friedrich Wilhelm Ernst Meumann; р. 29 августа 1862, Урдинген — 26 апреля 1915, Гамбург) — немецкий педагог и психолог, один из основателей экспериментальной педагогики.

## Биография
В 1883—1884 годах Мёйман работал в Лейпциге ассистентом В. Вундта.
С 1897 года он был профессором философии и психологии в университетах Цюриха, Кенигсберга, Мюнстера, Лейпцига, Гамбурга и некоторых других.
В 1903 году стал основателем журнала «Архив общей психологии» («Archiv für die gesamte Psychologie»), который стал логическим продолжением журнала «Философские исследования» («Philosophische Studien») издававшегося В. Вундтом.
В 1905 году в Лейпциге основал совместно с В. А. Лаем журнал «Экспериментальная педагогика: Орган рабочего общества по экспериментальной педагогике с особым учетом воспитания слабых и ненормальных детей» («Die Experimentelle Pädagogik»).
При психологической лаборатории Мёймана в Гамбурге была открыта просуществовавшая более 20 лет экспериментальная школа. В ней опробовали различные программы обучения, основные на периодизации познавательного развития ребёнка Мёймана, способы и критерии отбора детей в классы на основе их предварительной диагностике.

## Деятельность
Мёйман уделял большое внимание прикладным аспектам детских психологии и педологии. Полагал, что их главной задачей является создание методологических основ обучения детей.
В психологии Мёйман одним из первых обратился к изучению психологических особенностей развития ребёнка. Он исследовал эстетические представления детей, развитие их памяти, закономерности быстрого и прочного запоминания, синтезировал достижения психологов с проблемами развития способностей детей.
В педагогике Мёйман одним из первых выдвинул принцип саморазвития ребёнка, обосновал значение активности ребёнка в учебном процессе. Полагал, что обучение и воспитание должны основываться как на знании общих закономерностей психического развития, так и на понимании особенностей психики конкретного ребёнка. Предложил периодизацию познавательного развития ребёнка. Впервые в полном объёме поставил проблему взаимодействия учителя и учеников и реакции учеников на разные стили общения.

### Экспериментальная педагогика
Написанный Мёйманом трехтомник «Лекции по экспериментальной педагогике» (1907) обобщил все, созданное к тому времени педагогической психологией, одновременно предложив ряд новых подходов. Целью нового педагогического направления — экспериментальной педагогики, одним из основателей которой был Э. Мёйман, стала разработка эмпирического основания для общей педагогики, которая занимается определением общих целей и задач воспитания, нормативных педагогических правил и предписаний. Мёйман полагал, что от отдельных идей и практического опыта нужно переходить к научному обоснованию педагогического метода и созданию системы научно-исследовательской педагогической работы.
Для Мёймана педагогика — самостоятельная наука, которая вступила в стадию научного исследования, то есть становится собственно наукой. Её цели совершенно отличаются от целей психологии: детская психология задается вопросом «как развивается ребёнок?», а педагогика — вопросом «как можем мы вмешаться в это развитие, чтобы достигнуть определённых целей и идеалов?».
Программа экспериментально-педагогических исследований детей, намеченная Мёйманом включала следующие главные пункты.
1. Изучение развития ребёнка в период его школьной жизни, поскольку ни одного педагогического правила не следует устанавливать без точны знаний особенностей ребёнка, его душевного и телесного развития, присущих ему в соответствии с тем периодом взросления, в котором он находится. Важно установить периоды развития, нормальный тип ребёнка для каждого из периодов и т. д.
2. Проследить по отдельности развитие отдельных «духовных способностей детей» (ощущения, воображения, памяти, мышления, способности к абстракции, воли, эмоций).
3. Изучение индивидуальных различий между детьми.
4. Разработка научного учения об одаренности.
5. Изучение состояния ребёнка во время его школьной работы.
6. Исследование работы школьников при изучении отдельных учебных предметов.
7. Исследование деятельности учителя в школе, преподавание им отдельных предметов.

В целом Мёйман полагал, что будущее педагогической науки напрямую зависит от возможности заниматься педагогической опытно-экспериментальной работой и от наличия методически подготовленных экспериментаторов.

## Избранные работы
- «Очерки экспериментальной педагогики»;
- «Экономика и техника памяти»;
- «Лекции по вступлению в экспериментальной педагогике» (3 тома).